# Display publicitario
Un display publicitario es un elemento publicitario de relativamente pequeño tamaño que se coloca sobre el mostrador, en el escaparate o sobre anaqueles en el punto de venta. El display encuentra, pues, su espacio natural en el comercio minorista: farmacias, relojerías, tiendas de confección, para obtener un incremento en las ventas y posicionar en el mercado algún producto al mejorar su impacto visual.
Generalmente, está fabricado en cartón ondulado e impreso en ófset con acabados de alta calidad (barniz ultravioleta, stampings, relieves, etc.) En la parte posterior, lleva un pie o unas alas desplegables sobre las que se apoya. 
Este tipo de display es una forma de publicidad en el punto de venta o PLV que actúa como un 'vendedor silencioso'. En muchas ocasiones, sirve de soporte a campañas publicitarias lanzadas en otros medios y, en todo caso, apoya la venta del producto. La tienda es donde se deciden la mayor parte de las compras y la misión del display es maximizarlas. 
Su localización y dimensiones no dan pie a presentar grandes argumentaciones, por lo que se limita a incorporar una imagen clara y sugerente acompañada de un eslogan o la marca del producto.